# 피쇼테
피쇼테(Pixote: A Lei do Mais Fraco, Asphalt Haie)는 브라질에서 제작된 헥터 바벤코 감독의 1980년 범죄, 드라마 영화이다. 페르난도 라모스 다 실바 등이 주연으로 출연하였고 호세 핀토 등이 제작에 참여하였다.

## 출연

### 주연
- 페르난도 라모스 다 실바
- 호르헤 줄리아오
- 길베르토 모우라

### 조연
- 에딜손 리노
- 마릴리아 페라
- 자르델 필호

## 제작진
- 원작자: 호세 로우제이로
- 미술: 클로비스 부에노
- 의상: 카민하 구아라나